# باشگاه فوتبال لاس پالماس
باشگاه فوتبال لاس پالماس (به اسپانیایی: UD Las Palmas) باشگاه فوتبال اسپانیایی است که در شهر لاس پالماس قرار دارد.
این باشگاه در تاریخ ۲۲ اوت ۱۹۴۹ میلادی تأسیس شده‌است و ورزشگاه خانگی آن ورزشگاه گران کاناریا است.

## افتخارات
- لیگا ادلانته: ۱۹۵۳–۵۴، ۱۹۶۳–۶۴، ۱۹۸۴–۸۵، ۱۹۹۹–۲۰۰۰
- لیگ دسته سوم: ۱۹۹۲–۹۳، ۱۹۹۵–۹۶
- کوپا دل ری: نایب قهرمان ۱۹۷۷–۷۸